# 朱传榘

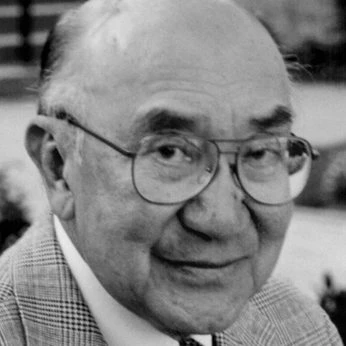
朱传榘 (1919 – 2011)

朱传榘（英語：Jeffrey Chuan Chu，1919年7月14日—2011年6月6日），出生于中华民国天津，华裔美国人，是计算机工程的先驱者之一。

## 生平
朱传榘1930年代毕业于天津耀华中学。在明尼苏达大学取得理学学士学位后，又在宾夕法尼亚大学摩尔电气工程学院取得理学硕士学位。他是设计了世界上第一台通用电子计算机ENIAC的工程师之一。
在阿贡国家实验室担任资深科学家期间，他参与设计了几种早期大规模计算机的改进版本，包括AVIDAC和ORACLE。IEEE计算机学会于1981年（首届）授予他计算机先驱奖。

## 家庭
- 祖父：朱鍾琪，曾任青州知府。
- 父亲：朱曜，别字熙龄，曾任津浦铁路局局长。
- 母亲：唐宛宜，广东中山人，农民之女，因原配肖氏无子，被卖予朱曜为妾。
- 五弟：朱传一，中国社会科学院美国研究所资深研究员[4]。